# Nothochrysa polemia
Nothochrysa polemia is een insect uit de familie van de gaasvliegen (Chrysopidae), die tot de orde netvleugeligen (Neuroptera) behoort. 
Nothochrysa polemia is voor het eerst wetenschappelijk beschreven door Navás in 1917. Het taxon geldt echter als een nomen dubium.